# Беат Гефті
Беат Гефті (нім. Beat Hefti; нар. 3 лютого 1978) — швейцарський бобслеїст, олімпійський медаліст, чемпіон та призер чемпіонатів світу, володар кубка світу.